# Desastres em 2011
Esta página lista os fatos e referências dos desastres que aconteceram durante o ano de 2011.

## Janeiro
- 12 de janeiro - Chuvas na Região Serrana do Rio de Janeiro deixam 916 mortos, 345 desaparecidos e cerca de 30 mil desalojados e desabrigados.[1]
- 29 de janeiro - Prédio de 34 andares em construção desaba em Belém deixando 10 operários mortos e 4 pessoas soterradas

## Fevereiro
- 22 de fevereiro - Um terremoto de 6,3 na Escala Richter atingiu a cidade de Christchurch ao sul da Nova Zelândia. Já foram confirmadas mais de 60 mortes e 100 pessoas estão sob os escombros.

## Março
- 11 de março - Um terremoto com 8,9 graus na escala Richter abalou a costa nordeste do Japão, acompanhado de tsunami com ondas de 10 metros de altura, com um saldo de milhares de mortos. O sismo danificou usinas nucleares, em um dos maiores desastres nucleares. [2]

## Abril
- 7 de abril - Massacre de Realengo mata 12 adolescentes e crianças e deixa 20 em estado grave. O autor do crime, Wellington Menezes de Souza, atirou nos alunos por vingança, e acabou se suicidando após ser baleado.

## Maio
- 21 de maio - Um terremoto com 6,1 graus na escala Richter atingiu a Nova Zelândia. Danos e mortos não foram confirmados. [3]

## Julho
- 13 de julho - Um avião LET L-410, da NOAR Linhas Aéreas caiu no Recife, minutos após decolar do Aeroporto dos Guararapes, matando as 16 pessoas a bordo.

## Agosto
- 23 de agosto - Terremoto de 5,9 na Escala Richter atinge a costa leste do Estados Unidos com epicentro registrado no estado da Virgínia, não houve vítimas.
- 24 de agosto - Terremoto de 7,0 na Escala Richter atinge o Peru.